# Nadina evelinae
Nadina evelinae är en plattmaskart som först beskrevs av Ernst Marcus 1952.  Nadina evelinae ingår i släktet Nadina och familjen Nadinidae. Inga underarter finns listade i Catalogue of Life.